# KkStB 271 sorozat
A kkStB 271 sorozat egy tehervonati szerkocsis gőzmozdonysorozat volt az osztrák cs. kir. Államvasutaknál (k.k. österreichische Staatsbahnen, kkStB), mely mozdonyok eredetileg az Österreichischen Nordwestbahn-tól (ÖNWB) származtak.
Az ÖNWB-hez tartozó Süd-Norddeutsche Verbindungsbahn rendelt hat db négycsatlós tehervonati mozdonyt a Schwadowitz és Liebau, valamint a Reichenberg és Seidenberg hegyi pályaszakaszaira a Floridsdorfi Mozdonygyártól. A mozdonyokat azonban 1872-ben már az ÖNWB vette át 301-306 pályaszámokkal. Ezek a mozdonyok képezték az ÖNWB VI sorozatot. CARL IV, MARIA THERESIA, JOSEF II, GOTTFRIED SOMMER, SENEFELDER és ROTTECK volt a nevük. A mozdonyok hasonlítottak az SB/DV 35 sorozathoz, de gyöngébbek voltak azoknál.
Pályafutások vége felé Josefstadtban használták őket.
Az államosításkor a kkStB-nél a kkStB 271 sorozatba lettek sorolva.
Az első világháború után a megmaradt 5 mozdony a Csehszlovák Államvasutakhoz került, ám csak négy kapott besorolást a ČSD 411.1 sorozatba. Az utolsót közülük 1944-ben selejtezték.
| Műszaki adatok                    |           |           |           |         |         |
| Jelleg:                           | D n2      | D n2      | D n2      |         |         |
|                                   | 1873      | 1886      | 1896      |         |         |
| Hengerátmérő:                     | 470 mm    | 470 mm    | 470 mm    |         |         |
| Dugattyúlöket:                    | 600 mm    | 600 mm    | 600 mm    |         |         |
| Hajtókerék-átmérő:                | 1110 mm   | 1110 mm   | 1110 mm   |         |         |
| Csatolt kerekek tengelytávolsága: | 3 560 mm  | 3 560 mm  | 3 560 mm  |         |         |
| Teljes tengelytávolság:           | 3 560 mm  | 3 560 mm  | 3 560 mm  |         |         |
| Tengelytávolság szerkocsival:     | 9 750 mm  | 9 800 mm  | 10 157 mm |         |         |
| Csőfűtőfelület:                   | 147,0 m²  | 147,1 m²  | 147,1 m²  |         |         |
| Sugárzó fűtőfelület:              | 9,2 m²    | 9,5 m²    | 9,5 m²    |         |         |
| Rostélyfelület:                   | 1,80 m²   | 1,80 m²   | 1,80 m²   |         |         |
| Gőznyomás:                        | 10,0 at   | 10,0 at   | 10,0 at   |         |         |
| Szerkocsi:                        | 21        | 21        | 21        |         |         |
| Üres tömeg:                       | 36,75 t   | 36,75 t   | 36,75 t   |         |         |
| Tapadási tömeg:                   | 42,20 t   | 42,20 t   | 42,20 t   |         |         |
| Szolgálati tömeg:                 | 42,20 t   | 42,20 t   | 42,20 t   |         |         |
| Szolgálati tömeg szerkocsival:    | 69,95 t   | 69,95 t   | 68,80 t   |         |         |
| Vízkészlet:                       | 6,9 m³    | 6,9 m³    | 6,9 m³    |         |         |
| Szénkészlet:                      | 9,4 m³    | 9,4 m³    | 9,4 m³    |         |         |
| Hossz:                            | 9053 mm   | 9053 mm   | 9071 mm   |         |         |
| Hossz szerkocsival:               | 14 443 mm | 14 493 mm | 14 650 mm |         |         |
| Magasság:                         | 4 187 mm  | 4 187 mm  | 4 187 mm  |         |         |
| Vmax:                             | 35 km/h   | 35 km/h   | 35 km/h   | 35 km/h | 35 km/h |

## Fordítás
- Ez a szócikk részben vagy egészben  a   kkStB 271 című német Wikipédia-szócikk fordításán alapul.  Az eredeti cikk szerkesztőit annak laptörténete sorolja fel. Ez a jelzés csupán a megfogalmazás eredetét és a szerzői jogokat jelzi, nem szolgál a cikkben szereplő információk forrásmegjelöléseként.